# Association of European Records and Rarities Committees
Association of European Records and Rarities Committees eller Association of European Rarities Committees (AERC) är en koordinerande samarbetsorgan för olika fågelorganisationers raritetskommitéer i Europa och närliggande länder.
AERC grundades 1993 på ett möte med flera Europeiska raritetskommitéer på den tyska ön Heligoland.
Organisationes syfte är följande:
- Uppmuntra bildandet av nationella raritetskommittéer i alla europeiska länder
- Hjälpa nationella kommittéer när detta efterfrågas
- Utarbeta och upprätthålla en europeisk fågellista
- Organisera möten med delegater från de nationella kommittéerna med ungefär två års mellanrum för att upprätthålla personliga kontakter, informationsutbyte och samarbeten